# Goddi
Goddi is een plaats in het district Doda van het Indiase unieterritorium Jammu en Kasjmir.

## Demografie
Volgens de volkstelling uit 2011 heeft Goddi een populatie van 2.746, waarvan 1.426 mannen en 1.320 vrouwen. Onder hen waren 522 kinderen met een leeftijd tot 6 jaar. De plaats had in 2011 een alfabetiseringsgraad van 46,45%. Onder mannen bedroeg dit 63,07% en onder vrouwen 28,10%.